# Forcipomyia keilini
Forcipomyia keilini är en tvåvingeart som först beskrevs av Saunders 1925.  Forcipomyia keilini ingår i släktet Forcipomyia och familjen svidknott. Inga underarter finns listade i Catalogue of Life.